# Ron Gardenhire
Ronald Clyde Gardenhire (né le 24 octobre 1957 à Butzbach en Allemagne) est un manager de la Ligue majeure de baseball. 
Ancien joueur de baseball, il évolue de 1981 à 1985 au poste d'arrêt-court pour les Mets de New York.
Devenu entraîneur, Gardenhire dirige les Twins du Minnesota pendant 13 saisons, de 2002 à 2014, menant l'équipe à 6 titres de la division Centrale de la Ligue américaine. Ses 1 068 victoires à la barre du club du Minnesota le placent 2e dans l'histoire de la franchise derrière Tom Kelly. Il est élu gérant de l'année en Ligue américaine en 2010.

## Carrière de joueur
Joueur des Longhorns de l'université du Texas à Austin dans les années 1970, Ron Gardenhire est repêché par les Mets de New York au 6e tour de sélection en 1979. Joueur de champ intérieur, il joue 285 parties dans le baseball majeur, la majorité au poste d'arrêt-court. Il débute avec les Mets le 1er septembre 1981 et joue son dernier match le 6 octobre 1985. Il est joueur réserviste durant cette brève carrière, sauf en 1982 où il joue 141 matchs pour New York. Sa moyenne au bâton en carrière s'élève à ,232 en 777 passages au bâton, avec 165 coups sûrs, 4 circuits, 49 points produits, 57 points marqués et 13 buts volés.

## Carrière de manager

### Twins du Minnesota
La longue période durant laquelle Gardenhire dirige les Twins du Minnesota est en deux temps : à partir de son arrivée en 2002, le club participe aux séries éliminatoires six fois en neuf ans, avant de connaître quatre années perdantes consécutives. Son bilan est de 1 068 victoires (le deuxième plus haut total de l'histoire de la franchise après les 1 140 de Tom Kelly) et 1 039 défaites en 2 107 matchs, pour une moyenne de victoires de ,507.
Successeur de Tom Kelly, qui avait dirigé les Twins durant 16 saisons, Ron Gardenhire mène les Twins du Minnesota aux championnats de la division Centrale de la Ligue américaine en 2002, 2003, 2004, 2006, 2009 et 2010. L'équipe atteint la Série de championnat de la Ligue américaine en 2002 mais est chaque fois éliminée dès la Série de division à chaque autre présence en éliminatoires.
Après le second titre de section consécutif des Twins en 2010, Gardenhire est élu manager de l'année dans la Ligue américaine. L'équipe le récompense en lui donnant une prolongation de contrat de deux saisons.
Les performances des Twins déclinent abruptement après 2010 et quatre difficiles saisons suivent pour la franchise. Avec 99 défaites, l'année 2011 est leur pire en 29 ans. Le club, qui glisse en dernier place en 2011, y reste en 2012 avec 96 revers. En 2013, les Twins présentent un dossier de 66-96 identique à celui de la campagne précédente mais passe de la 5e à la 4e place dans leur division.
Le 30 septembre 2013, le contrat de Gardenhire chez les Twins est prolongé de deux autres années. Il est cependant congédié le 29 septembre 2014, au lendemain d'une saison où Minnesota a de nouveau pris le dernier rang de la division Centrale, cette fois avec 70 victoires et 92 défaites.

### Tigers de Détroit
Le 20 octobre 2017, Ron Gardenhire est nommé gérant des Tigers de Détroit. Il signe un contrat de 3 saisons.

## Vie personnelle
Ron Gardenhire est né en Allemagne de l'Ouest car son père, Clyde, un militaire américain, y était basé.
Son fils Toby Gardenhire, né en 1982, a joué au baseball en ligues mineures avec des clubs affiliés aux Twins de 2005 à 2011 après avoir été repêché par le club du Minnesota et a représenté en 2012 l'Allemagne durant le tournoi de qualification à la Classique mondiale de baseball 2013. Il est devenu entraîneur de baseball à l'Université du Wisconsin–Stout.